# Diocesi di Obbi
La diocesi di Obbi (in latino Dioecesis Obbitana) è una sede soppressa e sede titolare della Chiesa cattolica.

## Storia
Obbi, nell'odierna Algeria, è un'antica sede episcopale della provincia romana della Mauritania Cesariense.
Unico vescovo conosciuto di questa diocesi africana è Eusebio, il cui nome appare al 56º posto nella lista dei vescovi della Mauritania Cesariense convocati a Cartagine dal re vandalo Unerico nel 484; Eusebio, come tutti gli altri vescovi cattolici africani, fu condannato all'esilio. Morcelli ignora questa diocesi, e la confonde con la sede Obbensis della provincia della Proconsolare.
Dal 1933 Obbi è annoverata tra le sedi vescovili titolari della Chiesa cattolica; dal 16 febbraio 2002 il vescovo titolare è Adriano Tomasi Travaglia, O.F.M., già vescovo ausiliare di Lima.

## Cronotassi

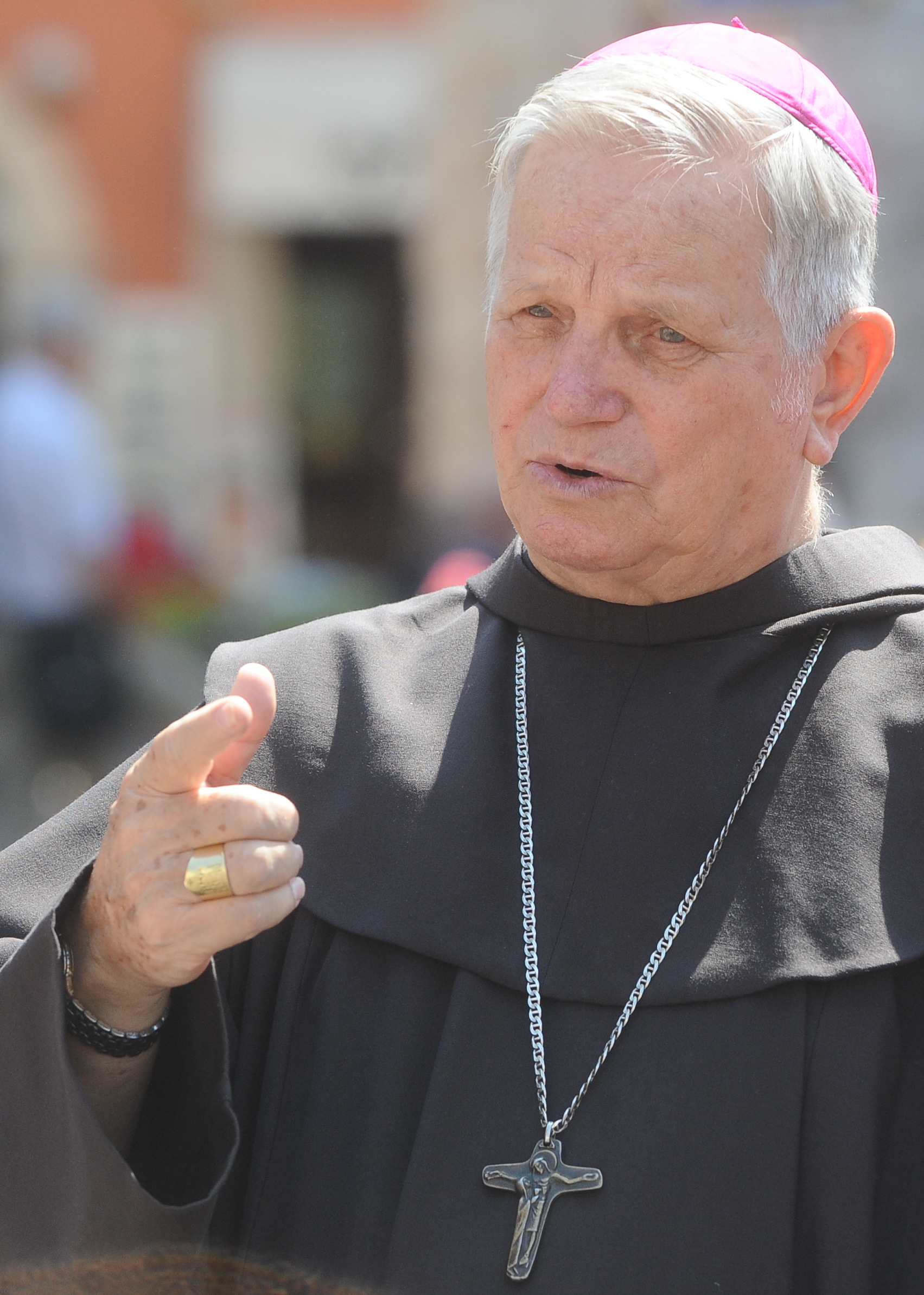
Adriano Tomasi Travaglia, vescovo titolare di Obbi dal 16 febbraio 2002

### Vescovi residenti
- Eusebio † (menzionato nel 484)

### Vescovi titolari
- Manuel Ferreira Cabral † (16 gennaio 1965 - 3 luglio 1967 nominato vescovo di Beira)
- Franziskus von Streng † (3 novembre 1967 - 7 agosto 1970 deceduto)
- Henri-François-Marie-Pierre Derouet † (21 ottobre 1970 - 24 luglio 1971 succeduto vescovo di Séez)
- Guy Alexis Herbulot † (20 giugno 1974 - 12 maggio 1978 nominato vescovo di Corbeil)
- Bede Vincent Heather † (30 giugno 1979 - 8 aprile 1986 nominato vescovo di Parramatta)
- Albert Jean-Marie Rouet (21 giugno 1986 - 16 dicembre 1993 nominato vescovo coadiutore di Poitiers)
- Adriano Tomasi Travaglia, O.F.M., dal 16 febbraio 2002